# Палмейра (футбольний клуб)
Групу Дешпортіву Палмейра або просто Палмейра (порт. Grupo Desportivo Palmeira) — аматорський кабовердійський футбольний клуб з міста Санта-Марія, на острові Сал.

## Історія
Команда виступала в національному чемпіонаті двічі після перемог в острівному чемпіонаті після здобуття країною незалежності, перша їх поява припала на 1985 рік, а друга п'ятнадцять років по тому, в 2000 році, але жодного разу клуб не вигравав будь-якого національного трофея. Перший та єдиний на сьогодні відкритий чемпіонат острова «Палмейра» здобула 2007 року. Зараз команда виступає в Першому дивізіоні Чемпіонату острова Саль.

## Походження назви
Назва клубу походить від назви декількох пальм в цій області, в той же час село на заході острова має назву Палмейра й аналогічне походження, але назва команди не пов'язана з цим селом.

## Логотип
Логотип клубу складається з двох щитів та абревіатури назви клубу у вигляді трьох великих літер «GDP» чорного кольору. Більший щит має зелений колір. Середину щита перетинають три паралельні горизонтальні лінії білого кольору. Над цими лініями надпис білого кольору «Palmeira», в нижній частині цього щита напис — «ilha do Sal» (Острів Саль) чорного кольору. У більший щит вписано менший щит білого кольору. На меншому щиті зображені зелена пальма, жовте вітрило, футбольний м'яч чорно-білого кольору та волейбольна сітка. В цілому, за основу логотипу Палмейри взято відповідну емблему лісабонського Спортінга (за деякими винятками)

## Досягнення
- Чемпіонат острова Саль: 2 перемоги[1]

1984/85, 1999/00
- Суперкубок острова Саль: 1 перемога[1]

1999/00
- Відкритий Чемпіонат острова Саль: 1 перемога[2]

2006/07

## Історія виступів у чемпіонатах та кубках

### Національний чемпіонат
| Сезон | Див. | Міс. | Іг. | В | Н | П | ЗМ | ПМ | РМ | О | Примітки     | Плей-оф         |
| ----- | ---- | ---- | --- | - | - | - | -- | -- | -- | - | ------------ | --------------- |
| 2000  | 1B   | 3    | 2   | 0 | 1 | 1 | 0  | 1  | -1 | 1 | Не пробилися | Не брали участі |

### Чемпіонат острова
| Сезон   | Див. | Міс. | Іг. | В | Н | П | ЗМ | ПМ | РМ | О  | Кубок | Відкритий Чемпіонат | Примітки |
| ------- | ---- | ---- | --- | - | - | - | -- | -- | -- | -- | ----- | ------------------- | -------- |
| 2013-14 | 2    | 4    | 10  | 4 | 3 | 3 | 15 | 13 | +2 | 15 |       |                     |          |
| 2014-15 | 2    | 2    | 10  | 5 | 5 | 0 | 14 | 5  | +9 | 20 |       |                     |          |